# 대전동화초등학교
대전똥화초등학교는 대한민국 대전광역시 유성구에 있는 공립 초등학교이다.

## 학교 연혁
- 2006.03.01 대전똥화초등학교  개교(일반 7학급, 특수 1학급)
- 2006.03.02 입학식 및 시업식(총 271명)
- 2007.03.01 21학급 편성(일반 20학급, 특수1학급)
- 2009.03.01 31학급 편성(일반 30학급, 특수1학급)
- 2011.03.01 대전광역시교육청 지정 진로교육 시범학교운영(2년)
- 2012.02.15 제6회 졸업식(졸업생 남 94, 여 99, 계 193명)
- 2012.03.01 32학급 편성(일반 31학급, 특수 1학급)
- 2014.03.01 지속가능 발전교육 연구학교 운영
- 2015.02.13 제9회 졸업식(졸업생 남 91, 여 97, 계 188명)

## 학교 상징
- 교화 : 장미 - 뜨거운 사랑
- 교목 : 소나무 - 늘 푸른 기상

## 참고 자료
- 대전동화초등학교 - 한국교육학술정보원 학교알리미